# 奥兰旗帜
奥兰旗帜（Ålands flagga）是芬兰西海岸讲瑞典语的少数民族聚居的奥兰自治区的区旗，图案是在瑞典国旗的底色中，加上一个象征芬兰的红色十字。芬兰的国旗虽然是白色底蓝色十字，但红色和黄色是芬兰国徽的颜色。
1954年奥兰自治区正式将这面旗帜定为区旗，在1954年4月3日第一次升起，以前自治区使用的旗帜是黄蓝三色旗。

1921年-1954年的奥兰旗帜
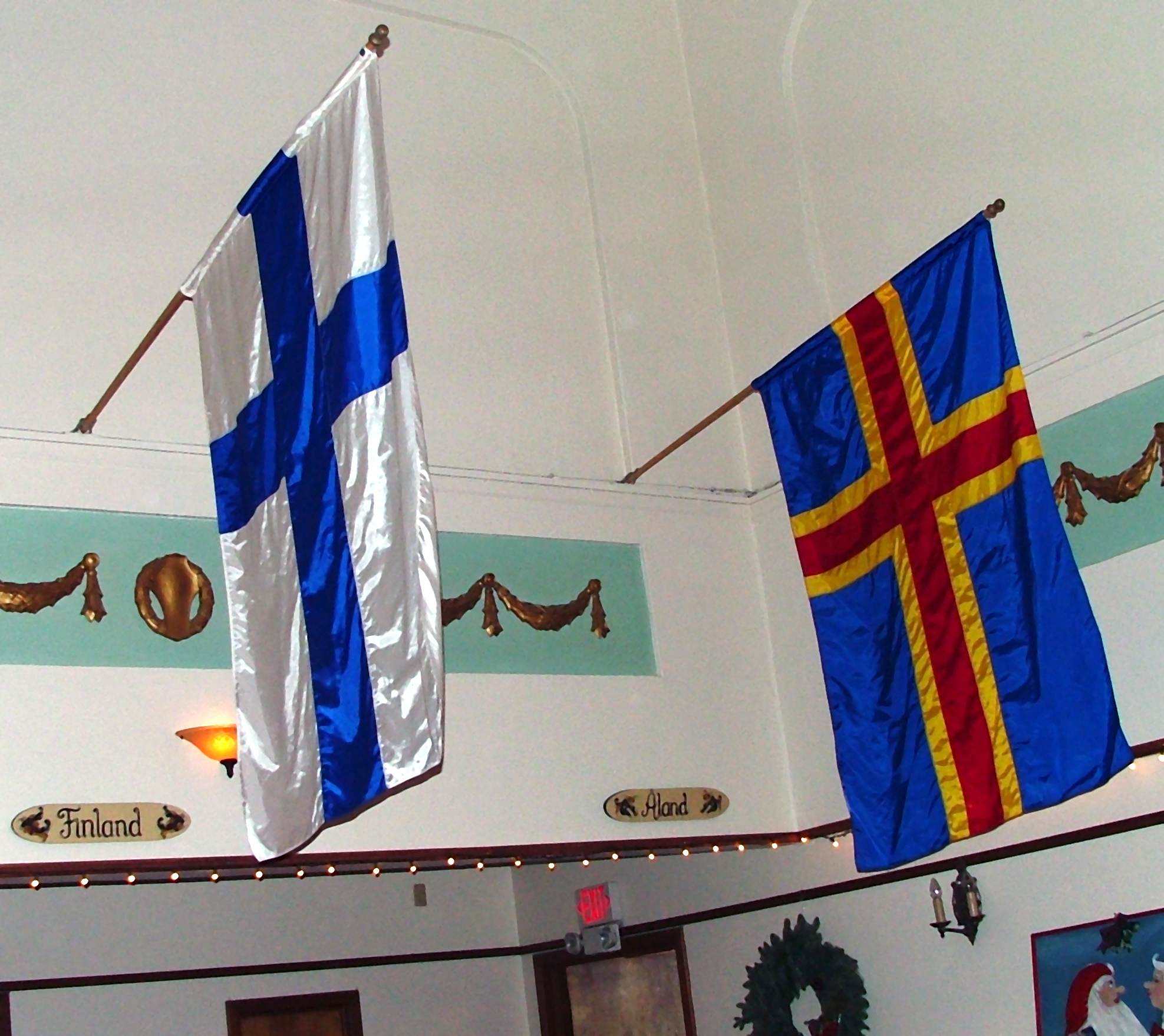
并列的芬兰国旗和奥兰区旗

## 非正式旗帜

奥兰群岛旗帜
1921年至1954年的非官方旗帜
最初提议的旗帜